# الحميدات (إسنا)
قرية الحميدات هي إحدى القرى التابعة لمركز اسنا في محافظة الأقصر في جمهورية مصر العربية. حسب إحصاءات سنة 2006، بلغ إجمالي السكان في الحميدات 8348 نسمة، منهم 4236 رجل و4112 امرأة.

## أعلام
- حسن عامر (شاعر)